# Neoencyclops elongata
Neoencyclops elongata là một loài bọ cánh cứng trong họ Cerambycidae.